# Lamed
| Phénicien | Hébreu | Hébreu | Cursive |
| --------- | ------ | ------ | ------- |
| lamed     | ל      | ל      |         |

Lamed ou Lamedh (𐤋 ou ל, prononcé /l/) est la douzième lettre de l'alphabet phénicien et hébreu. La lettre phénicienne donna le lambda (Λ, λ) de l'alphabet grec, le L de l'alphabet latin et de son équivalent cyrillique.
Le mot hébreu Lamed signifie "étude, apprentissage". Le caractère hébreu en écriture cursive ci-dessous est : 

Sa valeur numérique est 30.
Le caractère Unicode de ל est 05DC.

## Particularités
- La lettre lamed est la seule qui dépasse des autres, sa partie supérieure montant au-dessus de la ligne de tête des autres lettres. Le symbolisme que l'on peut y voir, c'est que l'étude et la discipline nous élèvent, nous font accéder à un niveau supérieur.
- Elle est la dernière lettre de la Torah, laquelle se termine par le nom "Israël".

## Autres utilisations
On retrouve aussi cette lettre hébraïque dans la première version du tarot de Marseille ; sur la carte 12 : Le Pendu Lamed indique une flamme qui s'élève et qui monte : "s'enchainer le corps pour se libérer l'esprit."